# AnyTech365 Andalucía Open 2022
Die AnyTech365 Andalucía Open 2022 waren ein Tennisturnier der WTA Challenger Series 2022 für Damen und ein Tennisturnier der ATP Challenger Tour 2022 für Herren in Marbella. Die Turniere fanden parallel vom 28. März bis 3. April 2022 statt.